# パイプ
パイプ (Pipe) とは、液体や気体または粉体などの流体を連続的に輸送するのに用いられる管である。中空で断面が円形の形状のものを指す。金属製など硬質な管を「パイプ」と呼ぶが、チューブとも呼ばれる。構造用や楽器用などがあり、ボイラーなど熱伝達用、油井管などがある。鉄、銅、アルミニウム、ポリ塩化ビニール、コンクリートなどが素材としてよく使われる。

## 概要

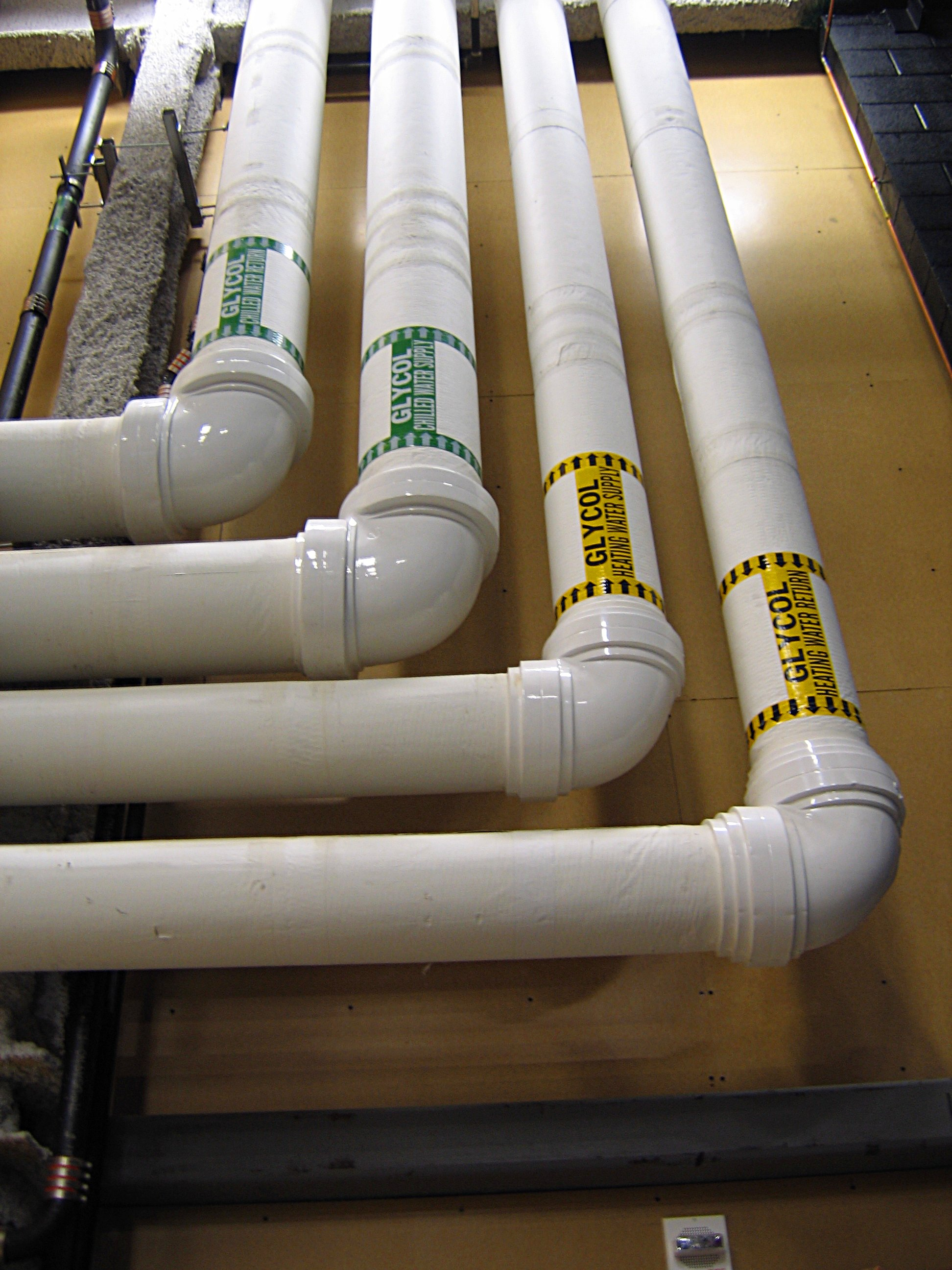
パイプ ポリ塩化ビニル製

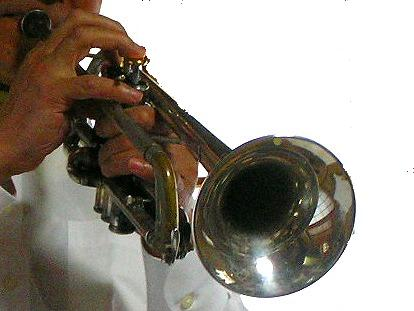
パイプには楽器用もある。

パイプは、主に液体や空気といった流体を輸送するためのものであるが、流体的な性質を持つのであれば粉末のような固体を輸送する用途にも使われる。似た機能を持つホースとは違い柔軟性が無く、ある程度常設（設備や構造として設置すること）的に利用されているものが「パイプ」と表現される傾向がある。転じて、両者との関係を繋ぎ止める存在を、比喩として「パイプ」と呼ぶことがある。なお一般にパイプというと断面径の細い物が想像されがちだが、パイプライン輸送設備のような極大なパイプによる輸送路も存在する。

## 配管
パイプが設備ないし構造として機器や水槽などと接続された状態や、そのように施工することは配管と呼ばれる。この配管においては、パイプは製造や輸送上の制約により決められた長さで流通しているため、その長さ以上の配管が必要なときや、曲部、分岐や異なる口径の接続を行うときは継手を用いて接続される。ただし継手は単一構造としてのパイプに比べると、その接合部でどうしても強度が低下するため、高圧のものを通す必要があるなど、事情によっては専用に設計された、予め必要な形に整形されたパイプを用いる場合もある。
都市化の過程に於いて、こういったパイプは都市や建物の設備の一部としてガス管や水道管、あるいは排水管の形で、動物の体の中の血管のように配置され、都市機能の維持に役立っている。これに電気を送る送電線や電信信号をやり取りする通信線を加えライフラインともいうが、これは文字通り都市機能における血管の役割を果たしている。

## 素材
これの素材として一般に知られているものは以下のとおり。
- ポリ塩化ビニル - PVCパイプ
- 鋼 - 鋼管
- 鉄
  - 鋳鉄 - 水道管（ダクタイル鋳鉄管）
  - 高強度鋼 - 水力発電の水圧鉄管（英語版）（しばしばステンレス鋼で裏打ちされる）
  - ステンレス鋼 - 原子力発電の冷却水配管、復水器冷却用の海水配管、化学プラントの各種配管
- 銅 - 銅管
- 真鍮（しんちゅう）
- 鉛
- コンクリート - 水道、下水道
- 陶器 - 土管
- アルミニウム - ニューム管

## 硬質ポリ塩化ビニル管の規格

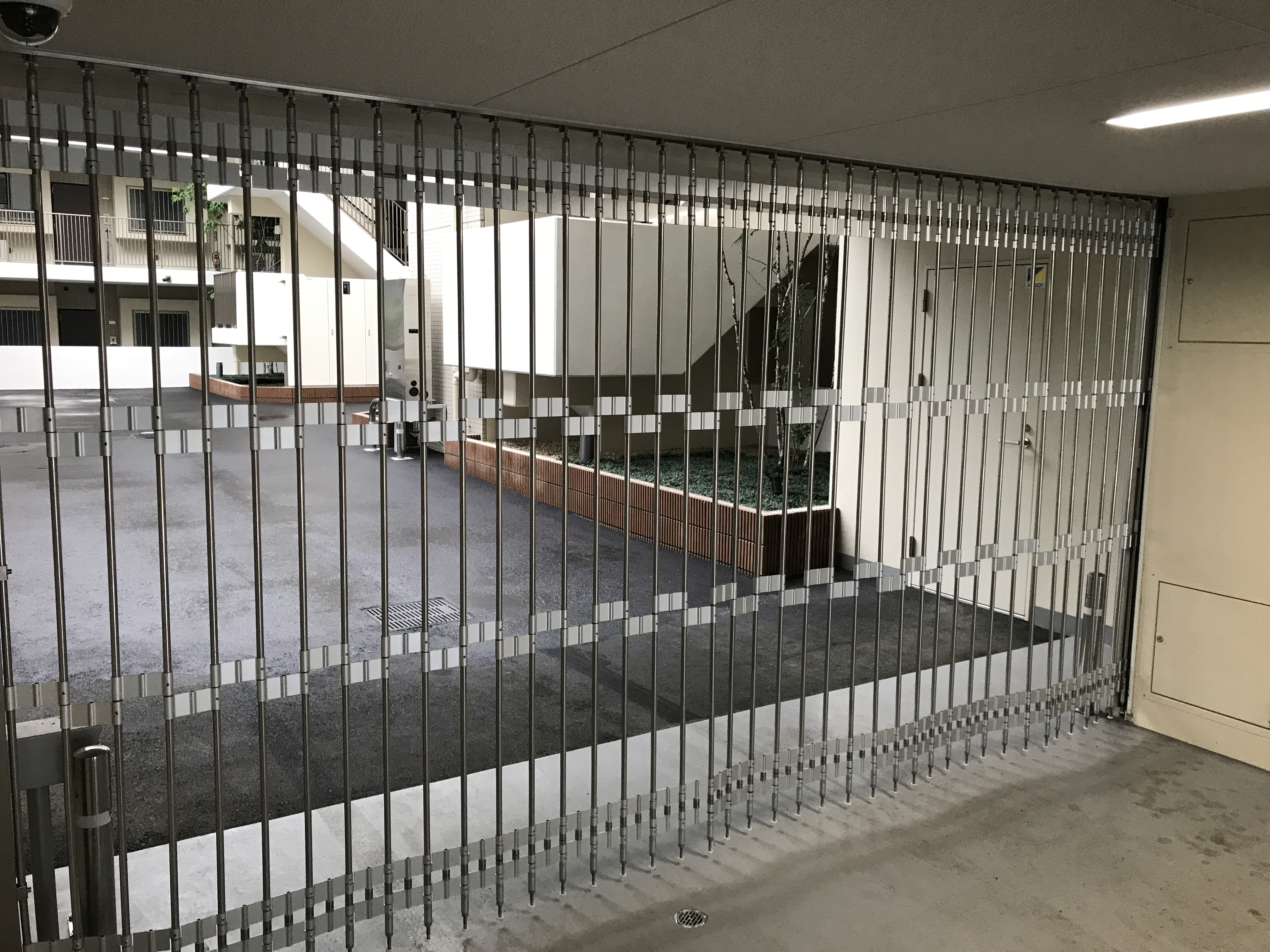
パイプシャッター（横引シャッター）

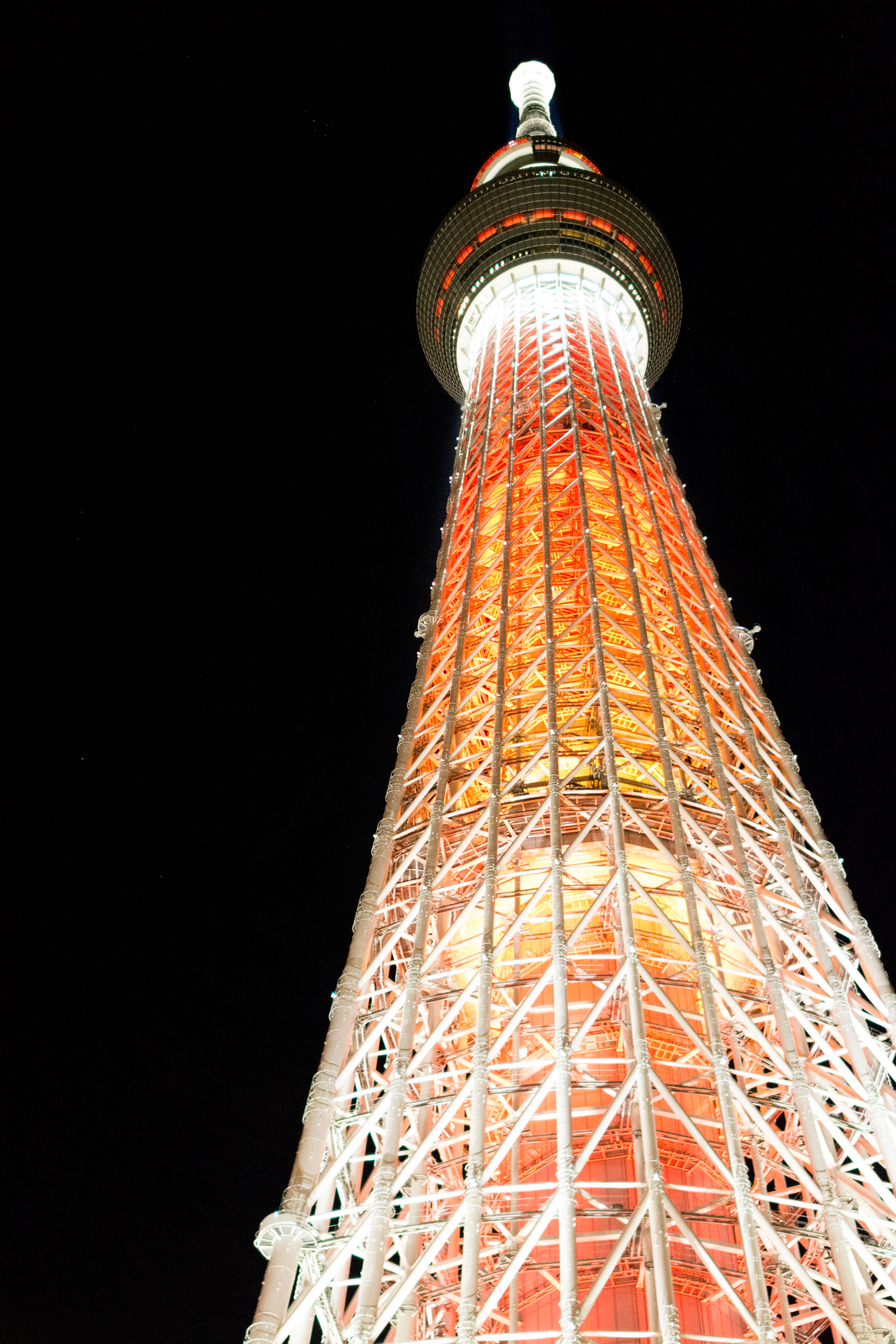
東京スカイツリーの構造体にはパイプが使用されている。

| 呼び径 | VP(HIVP)（厚肉） | VP(HIVP)（厚肉） | VU（薄肉） | VU（薄肉） |
| 呼び径 | 外径(⌀)          | 内径(⌀)          | 外径(⌀)    | 内径(⌀)    |
| ------ | ---------------- | ---------------- | ---------- | ---------- |
| 40     | 48               | 40               | 48         | 44         |
| 50     | 60               | 51               | 60         | 56         |
| 65     | 76               | 67               | 76         | 71         |
| 75     | 89               | 77               | 89         | 83         |
| 100    | 114              | 100              | 114        | 107        |
| 125    | 140              | 125              | 140        | 131        |
| 150    | 165              | 146              | 165        | 154        |
| 200    | 216              | 194              | 216        | 202        |
| 250    | 267              | 240              | 267        | 250        |
| 300    | 318              | 286              | 318        | 298        |

## パイプを使った製品
- 管楽器
- ストロー
- 配管材
- パイプシャッター
- 家具

## パイプを使った構造物
- 東京スカイツリー